# Mestna avtobusna linija št. 21D (Ljubljana)
Mestna avtobusna linija številka 21D JEŽICA–DOMŽALE je ena izmed 33 avtobusnih linij javnega mestnega prometa v Ljubljani. Poteka v smeri vzhod–zahod na severnem obrobju prestolnice in ima značaj povezovalne (prestopne) linije. Povezuje Domžale, Zaboršt, Prelog, Ihan, Selo pri Ihanu, Videm, Beričevo, Šentjakob ob Savi, Nadgorico, Ježo, Črnuče in Ježico. Z linije št. 21D je mogoč prestop na ostale avtobusne linije (št. 6, 8, 11, 12D in 28).

## Zgodovina
Prvič je avtobus na progi 21 zapeljal leta 1980 na relaciji Ruski car – Šlandrova (IMP). Namen je bilo povezati tedaj novo razvijajočo se industrijsko cono v Spodnjih Črnučah s progama št. 6 in 8, ki sta vozili v center. Ker pa je proga prinašala izgubo, je bila še istega leta ukinjena.
1. oktobra 1982 so zaradi naraščajoče uporabe javnega prevoza ponovno uvedli progo 21, ki pa je po novem obratovala na daljši relaciji Bavarski dvor – Reaktor. Del trase je bil speljan po tedaj novozgrajeni Štajerski cesti, s katere so avtobusi vozili le do industrijske cone v Črnučah ob Šlandrovi ulici, nekateri pa so nadaljevali vožnjo do Podgorice. Zaradi zmede pri potnikih so novembra 1983 traso proge poenotili, tako da so pričeli vsi avtobusi voziti po Šlandrovi ulici preko Črnuč do reaktorja. Kmalu so progo podaljšali še do Beričevega, saj je bilo naselje tedaj v okviru občine Ljubljana - Bežigrad. 
Ko se je pričela razvijati še obrtno-podjetniška cona ob Brnčičevi cesti, so ob delavniških prometnih konicah posamezni avtobusi peljali skoznjo. V voznem redu so bili taki odhodi označeni s črko "B". V taki obliki je nato proga vozila vse do 2. septembra 2002, ko so jo na željo prebivalcev Dola za mesec dni podaljšali do bencinske črpalke v Podgori (Bavarski dvor – Beričevo – Dol). Ker proga ni imela vseh dovoljenj, so jo 17. septembra 2002 vrnili na staro traso. Novembra 2003 so spremenili potek trase skozi Črnuče, in sicer je bila speljana skozi Črnuško gmajno, zadnje večje naselje, ki še ni bilo vključeno v sistem javnega prevoza. Septembra 2007 so morali ukiniti vsa končna postajališča mestnih linij v centru mesta, zato so progo št. 21 povezali s progo št. 16 v enotno linijo št. 26 Gameljne – Bavarski dvor – Beričevo, podaljšek po Brnčičevi pa v linijo št. 26B Gameljne – Bavarski dvor – Brnčičeva – Beričevo.
Junija 2008 so predolgo linijo 26 nadomestili s podaljšanjem linije št. 8 do Gameljn in Brnčičeve. Na drugem delu trase med Beričevim in Ježico so uvedli linijo, ki so jo ponovno označili s številko 21 (Beričevo–Ježica).
Linija 21 je bila 2. marca 2015 podaljšana preko Ježice do Gameljn. S tem je omogočeno krajše potovanje med Črnučami in Gameljnami brez voženj preko centra mesta.
Linija 21 je bila 1. oktobra 2024 ukinjena in s tem na novo uvedena linija 21D. Linija 21D je traso dobila med postajama JEŽICA in DOMŽALE, do Gameljn ter po Cesti Ceneta Štuparja pa je bila na novo speljana linija 28 na relaciji GAMELJNE–ČRNUČE.

## Trasa
- smer JEŽICA–DOMŽALE: Dunajska cesta - Zasavska cesta - Brinje - Beričevo - Zaboršt pri Dolu - Selo pri Ihanu - Breznikova cesta - Ihanska cesta - Pot za Bistrico - Kopališka cesta - Slamnikarska cesta - Ljubljanska cesta - Masljeva ulica
- smer: DOMŽALE–JEŽICA: Masljeva ulica - Ljubljanska cesta - Slamnikarska cesta - Kopališka cesta - Pot za Bistrico - Ihanska cesta - Breznikova cesta - Selo pri Ihanu - Zaboršt pri dolu - Beričevo - Brinje - Zasavska cesta - Dunajska cesta

## Režim obratovanja
Linija obratuje ob delavnikih in sobotah (ob nedeljah in praznikih linija ne obratuje). Linija med 21:48 in 23:03 obratuje samo do Beričevega, na relaciji JEŽICA–BERIČEVO. 

### Preglednici časovnih presledkov v minutah
| ura           | 1.9. - 25.6. | 26.6. - 31.8. |
| ------------- | ------------ | ------------- |
| 4.50 - 7.00   | 25-30        | 60            |
| 7.00 - 8.20   | 20-25        | 60            |
| 8.20 - 13.30  | 30           | 80            |
| 13.30 - 16.00 | 25-30        | 80            |
| 16.00 - 18.00 | 30           | 80            |
| 18.00 - 20.00 | 35           | 70            |
| 20.00 - 21.20 | 40           | 80            |
| 21.20 - 23.10 | 45           | 80            |

| ura           | vse leto |
| ------------- | -------- |
| 4.50 - 7.00   | 60       |
| 7.00 - 8.30   | 90       |
| 8.30 - 21.10  | 75       |
| 21.10 - 22.00 | 40       |